# Hanna Zora
Mons. Hanna Zora (15. března 1939, Batnaia – 2. října 2016) byl irácký chaldejský katolický kněz a arcibiskup.

## Život
Narodil se 15. března 1939 v Batnaia, na sever od Mosulu. V září 1951, po základní škole vstoupil do Semináře Svatého Jana v Mosulu o jehož správu se starali francouzští dominikánští otcové. Za 11 let dokončil svá studia filosofie a teologie. Na kněze byl vysvěcen 10. června 1962, o svátek Letnic. Působil v různých městech např. v Alkoshi, v Batnaie, v Tellescofu kde byl farářem do roku 1969.
Dne 1. května 1974 byl chaldejským synodem zvolen arcibiskupem ahvázským. Biskupské svěcení přijal 27. října 1974 z rukou arcibiskupa Youhannana Semaana Issayie a spolusvětiteli byli Samuel Chauriz a Hanna Kello. V té době byl nejmladším biskupem katolické církve. Když byl 18 let arcibiskupem, uspořádal stavbu ve prospěch chaldejců z Ahvázu, sestávající ze školní knihovny. Tři patra této budovy byla pronajímána k různým druhům podnikání. Zisky z tohoto podniku byly použity komunitou na různé náboženské a společenské aktivity. Během íránsko-irákské války zřídil pro zraněné v boji ošetřovnu v kostele.
Tři a půl roku strávil v Římě, kde studoval na různých univerzitách a institutech. Na Papežské univerzitě Urbaniana studoval kanonické právo. Studoval také na Papežském institutu arabistických studií a islamologie a na Papežském institutu pro posvátnou hudbu.
Když byl v Římě, pomáhal kongregaci Dcer lásky s Matkou Terezou. Napsal tam také své dvě knihy Maria Vergine, v italštině a arabštině.
V srpnu 1991 byl umístěn do Kanady. Získal povolení programu chaldejského jazyka a založil Bratrstvo lásky a milosrdenství.
Dne 10. června 2011 byl ustanoven arcibiskupem-biskupem nově založené eparchie Mar Addai v Torontu. Na tuto funkci rezignoval 3. května 2014 z důvodu dovršení kanonického věku.